# Igar
Igar là một thị trấn thuộc hạt Fejér, Hungary. Thị trấn này có diện tích 41,19 km², dân số năm 2010 là 1006 người, mật độ 24 người/km².